# Johnny & Associates
Johnny & Associates, Inc. (株式会社ジャニーズ事務所 Kabushikigaisha Janīzu Jimusho) là một công ty quản lý nghệ sĩ của Nhật Bản được thành lập bởi Johnny Kitagawa vào năm 1962. Johnny & Associates huấn luyện và phát triển các nhóm thần tượng nam, được biết đến là "Johnny's" (ジャニーズ Janīzu) tại Nhật Bản.

## Lịch sử

### 1962-1989: Những năm đầu
Năm 1962, Kitagawa thành lập nhóm đầu tiên có tên là Johnnys, và mãi đến năm 1968 họ mới giành được thành công thật sự đầu tiên với Four Leaves. Từ đó, Kitagawa đã hình thành nhiều ca sĩ hát đơn nổi tiếng, như Kondo Masahiro, với bài hát "Orokamono" (愚か者) chiến thắng giải thưởng thu âm Nhật Bản trong lễ trao giải ngành thu âm Nhật Bản lần thứ 29; hay Genji Hikaru, người đầu tiên trong nhóm Johnnys có 3 đĩa đơn đứng ở các vị trí cao nhất trong bảng xếp hạng hàng năm của Oricon.

### 2010 đến nay
Ngày 19 tháng 11 năm 2010, Kondo Masahiro đã giành giải thưởng cho "trình diễn bài hát tốt nhất" tại lễ trao giải nhành thu âm Nhật Bản lần thứ 52, trở thành người đầu tiên của công ty chiến thắng giải thưởng trong lễ trao giải ngành thu âm Nhật Bản trong vòng 20 năm kể từ Ninja.
Công ty thông báo rằng họ sẽ tổ chức một dự án từ thiện có tên "Marching J" nhằm tạo quỹ hỗ trợ cho những nạn nhân của trận động đất Touhoku, với sự tham gia của SMAP, Tokio, Kinki Kids, V6, Arashi, Tackey and Tsubasa, NEWS, Kanjani8, KAT-TUN và Hey! Say! JUMP. Phần đầu tiên sẽ được diễn ra từ ngày 1 đến ngày 3 tháng 4 tại Tokyo.

## Các nghệ sĩ hiện tại
| Năm debut | Tên nghệ sĩ        | Số thành viên | Nhóm trưởng         | |
| --------- | ------------------ | ------------- | ------------------- | --- |
| 1980      | Masahiko Kondo     |               | -                   | - |
| 1985      | Shōnentai          | 3             | Nishikiori Kazukiyo | - |
| 1994      | TOKIO              | 5→4→3         | Joshima Shigeru     | - |
| 1995      | V6                 | 6             | Sakamoto Masayuki   | - |
| 1997      | KinKi Kids         | 2             | -                   | - |
| 1999      | Arashi             | 5             | Ohno Satoshi        | - |
| 2002      | Tackey & Tsubasa   | 2             | -                   | - |
| 2003      | NEWS               | 9→8→7→6→4→3   | Keiichiro Koyama    | - |
| 2004      | Kanjani8           | 8 → 7 → 6 → 5 | -                   | - |
| 2006      | KAT-TUN            | 6 → 5 → 4→3   |                     | - |
| 2006      | Tegomass           | 2             | -                   | Vào ngày 19 tháng 6 năm 2020, Tegoshi Yuya đã chấm dứt hợp đồng với Johnny & Associates và kết thúc hoạt động với NEWS, đồng thời giải tán Tegomass                                                          |
| 2007      | Hey! Say! JUMP     | 10 → 8        | Yabu Kouta          | - |
| 2010      | NYC                | 3             | Yamada Ryosuke      | - |
| 2011      | Yamashita Tomohisa | Solo          | -                   | Nguyên là nhóm trưởng của NEWS. Sau đó rời khỏi nhóm và bắt đầu solo |
| 2011      | Kis-My-Ft2         | 7→6           | Hiromitsu Kitayama  | - |
| 2011      | Sexy Zone          | 5→4           | Nakajima Kento      | - |
| 2012      | A.B.C-Z            | 5→4           | -                   | - |
| 2014      | Johnny's WEST      | 7             | -                   | - |
| 2018      | King & Prince      | 6 → 5→2       | Yuta Kishi (2023)   | Ngày 22 tháng 5 năm 2023, 3 thành viên là Hirano Sho, Kishi Yuta và Jinguji Yuta sẽ rời khỏi King & Prince. 23 tháng 5 năm 2023, King & Prince sẽ tiếp tục với 2 thành viên là Nagase Ren và Takahashi Kaito |
| 2020      | Snow Man           | 9             | Hikaru Iwamoto      | |
| 2020      | SixTONES           | 6             | Yugo Kochi          | |
| 2021      | Naniwa danshi      | 7             | Ohashi Kazuya       | |
| 2022      | Travis Japan       | 7             | Kaito Miyachika     | |